# Richard Hol
Richard Hol (født Rijk Hol) (født 23. juli 1825 i Amsterdam, død 14. maj 1904 i Utrecht, Holland) var en hollandsk komponist og dirigent.
Hol skrev 4 symfonier, orkesterværker, 2 operaer, sange, klavermusik, oratorier, orgelmusik etc. Han hører til de betydningsfulde komponister i Holland i det 19. århundrede.
Han var influeret af den tyske skole og komponister som Ludwig van Beethoven og Robert Schumann.

## Udvalgte værker
- Symfoni nr. 1 (i C-mol)  (1863) - for orkester
- Symfoni nr. 2 (i D-mol)  (1866) - for orkester
- Symfoni nr. 3 (i Bb-dur) (1884) - for orkester
- Symfoni nr. 4 (i A-mol)  (1889) - for orkester
- "Floris V" (1892) - opera
- "Ud af Surf" (1894) - opera
- "Hvorfor og en vandresang (1855) - for sanger
- "David" (1881) - oratorium (dramatisk digt) - for solister, kor og orkester